# Brian Wilson
Brian Douglas Wilson (20 tháng 6 năm 1942 – 11 tháng 6 năm 2025) là nhạc sĩ, ca sĩ, nhà sản xuất âm nhạc người Mỹ, nổi tiếng trong vai trò thủ lĩnh và đồng sáng lập ban nhạc huyền thoại The Beach Boys. Sau khi ký hợp đồng với hãng Capitol Records vào năm 1962, Wilson đã sáng tác và đồng sáng tác hơn 20 ca khúc top 40 cho ban nhạc này. Với quan điểm sáng tác và cách hòa âm không chính thống, cùng với đó là những khám phá về kỹ thuật thu âm, ông được công nhận rộng rãi là một trong những nhân vật cách tân và có ảnh hưởng nhất nền âm nhạc quần chúng qua đánh giá của người hâm mộ cũng như các chuyên gia.
Giữa thập niên 1960, Wilson đã đồng sáng tác, viết lời và sản xuất nên album Pet Sounds, một trong những album vĩ đại nhất lịch sử âm nhạc. Dự án tiếp nối Pet Sounds là Smile đã bị hoãn lại vì nhiều lý do, trong đó có những vấn đề về tâm lý của Wilson. Cũng vì tính cách dễ nóng nảy của mình, những đóng góp của Wilson cho The Beach Boys thường bị gián đoạn và góp phần gây nên căng thẳng trong nội bộ nhóm. Sau nhiều năm điều trị và hồi phục, ông quay trở lại thu âm và trình diễn dưới vai trò nghệ sĩ độc lập, được vinh danh tại Đại sảnh Danh vọng Rock and Roll và giành giải Grammy cho những album Brian Wilson Presents Smile và The Smile Sessions. Trong dịp kỷ niệm 50 năm thành lập The Beach Boys, Wilson tái hợp với ban nhạc trong một thời gian ngắn. Ông hiện vẫn là thành viên trong công ty chung của ban nhạc, Brother Records Incorporated.
Năm 2008, tạp chí Rolling Stone xếp Wilson ở vị trí số 52 trong danh sách"100 ca sĩ vĩ đại nhất". Năm 2012, ông được tạp chí NME xếp ở vị trí số 8 trong danh sách"50 nhà sản xuất âm nhạc vĩ đại nhất"với lời tựa"những coi trọng về đột phá với kỹ thuật phòng thu của Brian Wilson được tới từ giữa thập niên 1960." Ông đôi lúc còn tham gia diễn xuất và lồng tiếng khi xuất hiện trong vài chương trình truyền hình, phim nhựa hay một vài video ca nhạc của nhiều nghệ sĩ khác nhau. Cuộc đời ông được tái hiện trong bộ phim Love & Mercy vào năm 2014. Ông qua đời vào năm 2025.

## Danh sách đĩa nhạc
- Brian Wilson (1988)
- I Just Wasn't Made for These Times (1995) (nhạc phim)
- Orange Crate Art (1995) (cùng Van Dyke Parks)
- Imagination (1998)
- Gettin' In over My Head (2004)
- Brian Wilson Presents Smile (2004)
- What I Really Want for Christmas (2005)
- That Lucky Old Sun (2008)
- Brian Wilson Reimagines Gershwin (2010)
- In the Key of Disney (2011)
- No Pier Pressure (2015)
- At My Piano (2021)